# Karol (książę Durazzo)
Karol z Durazzo, it. Carlo di Durazzo, fr. Charles de Durazzo (ur. 1323, zm. 23 stycznia 1348) – książę Durazzo (władca Albanii, bez tytułu królewskiego), hrabia Graviny. Syn Jana de Gravina i Agnieszki z Périgord.

## Małżeństwo i potomstwo
W marcu 1343 w tajemnicy przed wdową po królu Neapolu Robercie Sanchą i przed samą królową Joanną I odbyły się zaręczyny Karola z Marią, siostrą i dziedziczką panującej królowej. Inicjatorką tego mariażu była matka Karola.  Wuj Karola, kardynał Talleyrand de Périgord, wręczył papieżowi łapówkę, w wyniku której wymagana dyspensa papieska (Maria była prawnuczką Karola Kulawego, Karol był jego wnukiem) została bardzo szybko wystawiona. 
Królowa ostatecznie wydała zgodę na ślub swojej siostry z Karolem, który odbył się 21 kwietnia 1343. 
Karol i Maria mieli pięcioro dzieci:
- Ludwik (ur. grudzień 1343, zm. 14 stycznia 1344)
- Joanna[2] (ur. 1344, zm. 1387), księżna Durazzo, żona od 1366 Ludwik z Nawarry, hrabiego Beaumont (zm. 1372) i Robert IV z Artois, hrabiego Eu (zm. 1387)
- Agnieszka[3]  (ur. 1345, zm. 1388); 6 czerwca 1363 poślubiła Cansignorio della Scala, władcę Werony (zm. 1375). Jej drugi mężem był Jakub de Baux (zm. 1383).
- Klemencja[4] (ur. 1346, zm. 1363)
- Małgorzata[5] (ur. 28 lipca 1347, zm. 6 sierpnia 1412), poślubiła swojego kuzyna Karola III z Durazzo.

## Śmierć
W dniu 23 stycznia 1348 Karol został stracony z polecenia króla Węgier Ludwika Wielkiego, brata zamordowanego w 1345 męża królowej Joanny Andrzeja. Ludwik uważał go za jednego ze spiskowców, którzy przyczynili się do zabójstwa Andrzeja.